# セチプチリン
セチプチリン（setiptiline）は、四環系抗うつ薬の一種。日本では、商品名テシプールで持田製薬より発売されている。うつ病・うつ状態の治療に使用される。

## 禁忌・注意
- モノアミン酸化酵素阻害剤を服用している者には投与できない。
- 緑内障、排尿困難の者は悪影響を与える場合がある（抗コリン作用によるもの）。
- 心疾患のある者は悪影響を与える場合がある。
- 眠気や注意力の低下が起こることがあるため、投与中の患者には自動車等の危険を伴う機械の操作に従事させないこと（抗ヒスタミン作用によるもの）。

## 効能・効果
うつ病・うつ状態

## 種類
- 錠剤:1mg（白色・素錠）

## 作用機序
ノルアドレナリン神経終末のアドレナリンα2受容体を遮断することでネガティブフィードバックを抑制して、ノルアドレナリンの神経終末からの遊離を亢進することで抗うつ作用を示すと考えられている。また、ノルアドレナリンの再取り込みを阻害する作用も持つ。